# 서남면 (연천군)
서남면(西南面)은 연천군에 있던 면이다. 면사무소는 귀존리에 있었다.

## 개요
1914년 부군면 통폐합 때 삭녕군 서면과 남면이 서남면으로 통합됐다. 한국 전쟁으로 대한민국이 일부 지역을 수복하여 1954년 11월 17일 서남면의 수복지구(고장리)가 왕징면에 편입되었다.
조선민주주의인민공화국은 1952년 12월 군면리 대폐합때 서남면 지역을 모두 강원도 철원군에 편입시켰다가, 1961년 3월 오탄리를 제외한 옛 서남면 지역을 개성시 장풍군(경기도 장단군의 후신)에 이관하였다.
대한민국 정부는 서남면이 미수복 지구까지 왕징면에 편입된 것으로 보고 이북5도위원회에 의한 면장 임명을 하지 않는다.

## 법정리
- 귀존리(貴存里)
- 고장리(古莊里)
- 오탄리(伍炭里)
- 가천리(佳川里)
- 냉정리(冷井里)
- 장학리(獐鶴里)
- 솔현리(率賢里)
- 석둔리(席屯里)